# Hölstein
Hölstein är en ort och kommun i distriktet Waldenburg i kantonen Basel-Landschaft, Schweiz. Kommunen har 2 652 invånare (2023).